# Засновано на реальних подіях (телесеріал)
«Засновано на реальних подіях» (англ. Based on a True Story) — американський комедійний телевізійний трилер, створений Крейгом Розенбергом, у головних ролях у якому зіграли Кейлі Куоко та Кріс Мессіна. Прем'єра серіалу відбулася на стрімінговому сервісі Peacock 8 червня 2023 року. У жовтні 2023 року серіал було продовжено на другий сезон, прем’єра якого відбулася 21 листопада 2024 року.

## У ролях

### Головні ролі
- Кейлі Куоко — Ава Бартлетт, вагітна агентка з нерухомості, яка слухає подкасти про вбивства.
- Кріс Мессіна — Натан Бартлетт, чоловік Ави та тенісний тренер, який колись був відомим тенісистом.
- Том Бейтман — Метт Пірс, сантехнік, який подружився з Натаном.
- Прісцилла Кінтана — Рубі Гейл, заможна подруга Ави.
- Ліана Ліберато — Торі Томпсон, молодша сестра Ави, яка живе з нею та Натаном.

### Другорядні ролі
- Наталія Даєр — Хлоя Лейк, барменка, яка одного вечора привернула увагу Метта та Натана в барі.
- Лі Джун Лі — Мішель
- Аннабель Декстер-Джонс — Серена
- Айша Альфа — Керолін
- Алекс Аломар Акпобоме — Раян
- Брендон Кінер — Пол, клієнта Ави, який хоче купити особняк
- Майлз Массенден — детектив Квінсі Баррелл
- Джун Діана Рафаель — сестра Ліпінськи № 1
- Себастьян Квінн — Карлос, коханець Рубі

## Виробництво
У квітні 2022 року було оголошено, що стрімінговий сервіс Peacock замовив зйомки серіалу в жанрі комедійного трилера, створеного Крейгом Розенбергом та Джейсоном Бейтманом. У серпні було оголошено, що Кейлі Куоко приєдналася до основної ролі ріелторки Ави Бартлетт. У жовтні було оголошено, що Кріс Мессіна обраний на роль Нейтана, чоловіка Ави, а наступного місяця стало відомо про додатковий кастинг на якому були відібрані, зокрема, Том Бейтман, Ліана Ліберато, Прісцилла Квінтано, Наталія Даєр та Лі Джун Лі.
Виконавчими продюсерами серіалу стали Джейсон Бейтман і Майкл Костіган через Aggregate Films, а також Крейг Розенберг. Роксі Родрігес виступив співвиконавчим продюсером Aggregate Films. Виробництвом серіалу займалися Aggregate Films та Universal Content Productions.

## Реліз
Вісім епізодів першого сеозну були випущені для трансляції на Peacock 8 червня 2023 року. Усі вісім епізодів другого сезону вийшли 21 листопада 2024 також на Peacock.

## Реакція
Веб-сайт- агрегатор оглядів Rotten Tomatoes повідомив про рейтинг схвалення 75 % із середнім рейтингом 6,8/10 на основі 32 відгуків критиків переважно зазначили, що фільм вартий перегляду. Metacritic, який використовує середньозважену оцінку, присвоїв оцінку 60 зі 100 на основі думки 22 критиків, вказуючи на «змішані або середні відгуки».